# Photothèque du Tourisme
La Photothèque du tourisme est une documentation photographique rassemblée pour les besoins du service du Commissariat au Tourisme entre les années 1940 et 1970. 

## Présentation
Ces photographies ont servi à la promotion du tourisme en France via la production de matériel publicitaire (dépliants, affiches, brochures). La photothèque rassemble ainsi des clichés acquis auprès d'agences ou commandés à des photographes privés tels que Henri Cartier-Bresson, Willy Ronis ou Janine Niépce. Ces clichés représentent des sites naturels, des monuments, des œuvres d'art qui témoignent de l'attrait de la France mais également des scènes de la vie quotidienne, des métiers traditionnels ou encore des coutumes régionalistes.
Elle se présente sous des supports variés : plaques de verre, négatifs, ektachromes, tirages noir et blanc ou couleur, diapositives. Elle a été versée en 1984 aux Archives nationales, où elle peut être consultée.

## Sources complémentaires
Aux Archives nationales, les fonds suivants complètent les versements de la photothèque du Tourisme : 
- Affiches de promotion du tourisme en France.
- Fonds du Touring club de France, qui participe activement à l'équipement touristique en France.

Le Centre des Archives économiques et financières conserve également des fonds relatifs au tourisme.